# Тембинок
Тембинок (кириб. Tembinok', англ. Tem Binoka) — уэа, верховный вождь Центральных Островов Гилберта — Абемама, Аранука и Куриа, а также фактический правитель ещё двух островов: Маиана и Ноноути.
Он известен тем, что был единственным вождем народа и-кирибати, которому удалось подчинить себе территорию, бо́льшую, чем его родной остров. Примечательно, что имея такие крупные для тех краев размеры, «государство» Тембинока даже не имело устоявшегося названия.